# 玉入れ

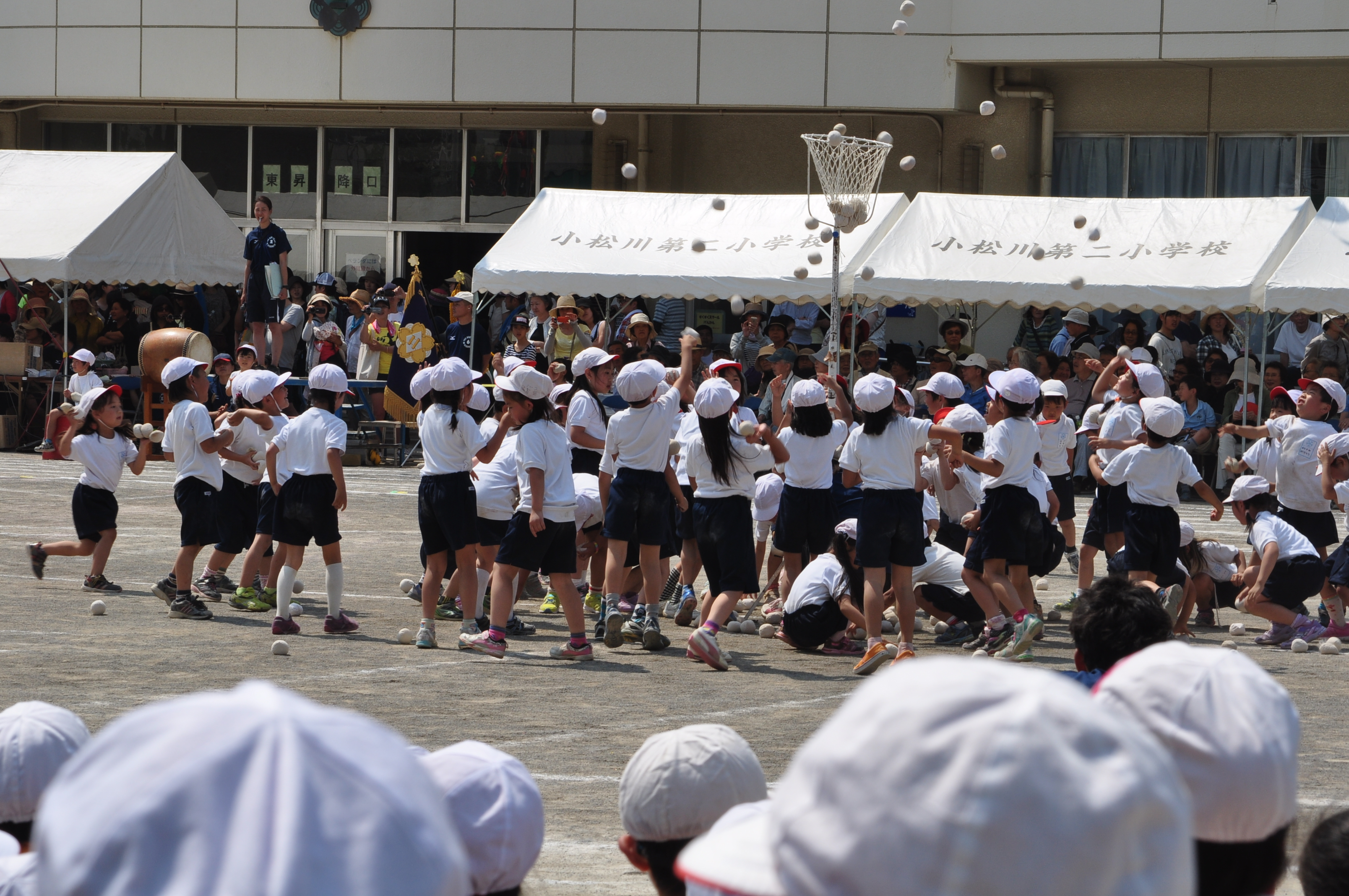
小学校の運動会での玉入れ、赤組と白組に分かれてそれぞれ玉を投げ入れ、その数で勝敗を決める

玉入れ（たまいれ）は、一定の離れた所にある籠に球（お手玉やボールなど）を投げて、一定数量をすべて入れるまでの時間の短さ、または、時間内に入れた数量の多さを競う競技。

## 概要
一般に運動会で行われる玉入れは、高さ180cmから300cm程度の垂直に立てられた玉入れカゴを用いて行われるもので、一定時間内により多くの球をカゴに入れたほうが勝ちとなる。主に運動会で行われる。また、音楽を使用する場合もあり、この場合は音楽が鳴っていない時のみ玉を入れることができ、音楽が鳴っている時はカゴから離れて踊らなければならない。1986年頃に埼玉県の小学校で笛を吹いても玉入れを止めようとしない児童を止めさせるために生まれたとされ、「ダンシング玉入れ」、または主にBGMとして使用されるガーナ民謡「チェッチェッコリ」から「チェッコリ玉入れ」とも呼ばれる。
このほか5mから10m離れたカゴにボールなどを投げ入れていく遊戯を「球入れ」と呼ぶこともある。目標となる高さ数十cmの色分けされたカゴ（低床型玉入れ）を設置して離れた場所から色ごとにカラーボールを投げ入れていく玉入れもある。

## 公式競技としての玉入れ

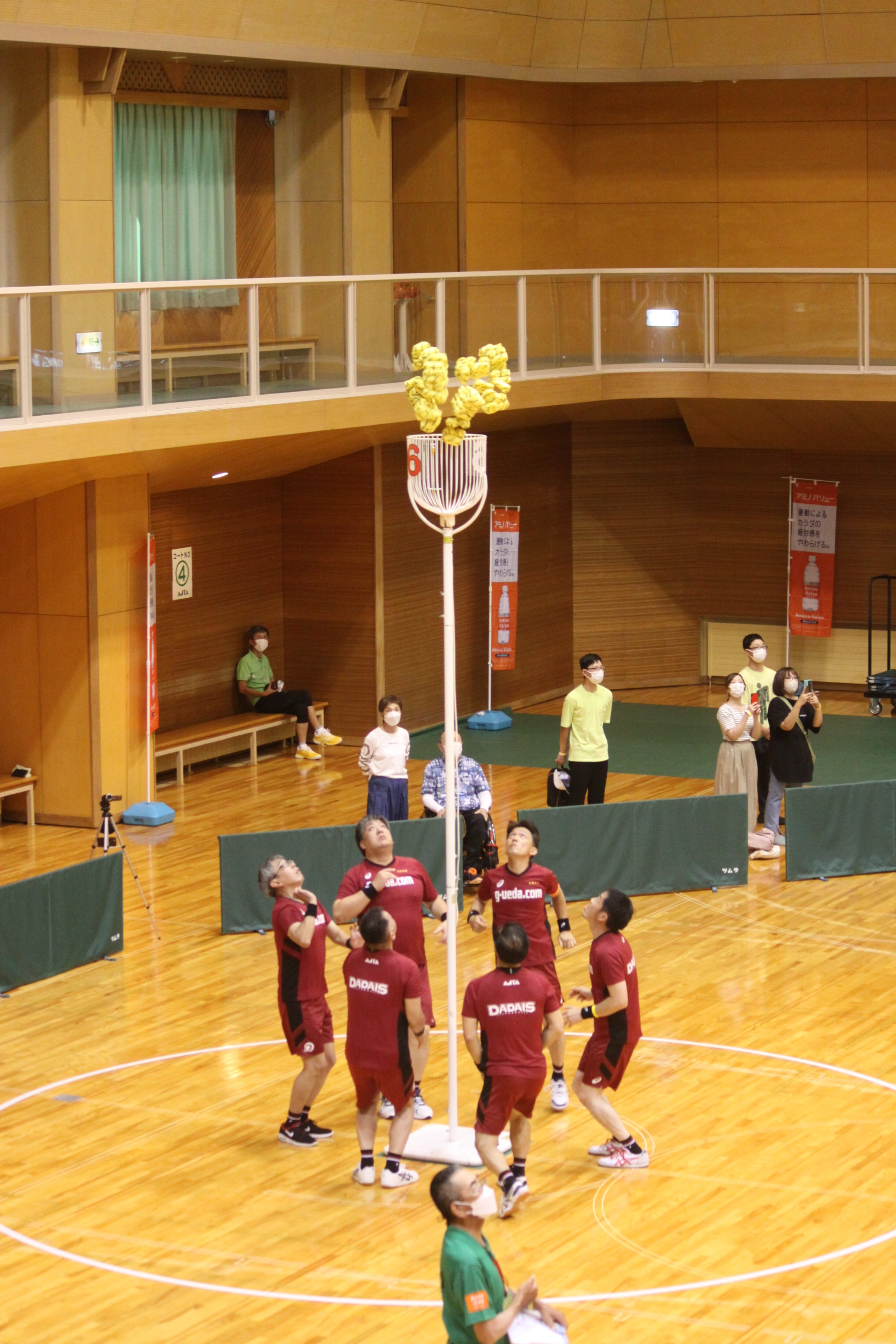
第25回全日本玉入れ選手権の玉入れ（2022年9月、DADAIS）

公式競技としての玉入れはアジャタと呼ばれ、全日本玉入れ協会（AJTA: All Japan Tamaire Association）が競技規則を定めている。99個の玉に続いて1個のアンカーボール入れるまでの時間の短さを競う競技となっている。1投目で99個を入れ、2投目でアンカーボール1個を入れるのがパーフェクトゲーム。

### 歴史
- 1990年（平成2年）、北海道和寒町のふれあいまつりのイベントとして全日本玉入れ選手権がスタートする[3]。
- 1996年（平成8年）、北海道和寒町で全日本玉入れ協会が設立され、日本で初めて玉入れに公式ルールを制定し、ふれあいまつりのイベントを発展した形で第1回全日本玉入れ選手権が開催される[4]。
- 2000年（平成12年）、全日本玉入れ協会九州支部が設立される。
- 2003年（平成15年）5月、大分市が全国都市緑化フェアの一環として第1回玉入れワールドカップ2003を開催。240チーム、およそ2000人が参加したが、ルールについて、100個のボールを使い決められた1つのボールを最後に入れなければならない、など、全日本玉入れ協会が制定した公式ルールに酷似している部分があり、「ルールを盗用された。」と、事前に全日本玉入れ協会から抗議もあった。大分市では盗用を否定している。
- 2014年、関西大会でＤＡＤＡＩＳ（ダデ）がパーフェクトプレーを成し、最速の6秒51を記録[5]。
- 2014年、関西協会の普及事業でパナソニック保険組合が玉入れを実施[5]。
- 2016年、パナソニックが「全社ＡＪＴＡ大会決勝戦」をパナソニックアリーナ（大阪府枚方市）で開き約50チームが集結[5]。
- 2018年、関西協会の主催で第1回企業交流アジャタ大会2018を大阪市内で開催。14チームが出場した。優勝チームを送り出したパナソニックグループの競技人口は十数万人。グループ内全社大会の予選には3万人以上、約4000チームが出場[5]。
- 2018年、車いす玉入れ「ウィルチェアーアジャタ」を町内で開催する全日本玉入れ選手権で公開、2019年には正式競技として実施[6]。
- 2019年、初開催のほっかいどう大運動会でＡＪＴＡ採用、約1万人が来場し、ＡＪＴＡには140チーム約840人が参加。
- 2020年、コロナウイルス対応のため、第25回全日本玉入れ選手権の開催を見合わせ[6]。
- 2021年、コロナウイルス対応のため、第25回全日本玉入れ選手権の開催を見合わせ[6]。
- 2021年10月26日、袰田道悟全日本玉入れ協会会長が亡くなった[7]。
- 2022年、第25回全日本玉入れ選手権を開催[6]。
- 2023年5月26日、中道眞佐義会長代行が会長になることが全日本玉入れ協会の総会で決まった。

### 基本的なルール
1. 竿の高さは4m12cm（和寒町で記録された最低気温-41.2℃に由来）。籠の直径は44cm、深さ44cm（いずれも和寒町の緯度、北緯44度に由来、これをアジャタバスケットと呼ぶ）。
2. お手玉は、重さ約80gのアジャタボール99個と重さ約250gのアンカーボール1個を使用する。
3. アジャタバスケットを中心とした直径6mの円（コート）の中で競技をする。
4. 出場選手は6名。1名でも欠けると失格となる。
5. 競技開始時にはフライング防止のためコートの外でアジャタバスケットを背にする。
6. アンカーボールを最後に入れなければいけない。

## その他の玉入れ

### 追入れボール
背負いカゴを用いた玉入れは「追入れボール」と呼ばれる。チーム対抗戦形式で、それぞれチームのうち一人あるいは数人がカゴを背負う。開始の合図とともに相手チームのカゴにボールを投げていき一定時間内により多く入れたほうを勝ちとする。動く玉入れなどとして紹介されている。

### 鈴割り
玉入れに似たような競技として、お手玉をくす玉に当てて割る、鈴割り（すずわり）がある（こちらは早く割ったチームが勝ちとなる）。